# 紺野りさ
紺野 りさ（こんの りさ、11月14日 - ）は、日本の漫画家。女性。

## 人物
東京都生まれ。血液型はA型。代表作は『胸が鳴るのは君のせい』など。作品のジャンルは青春ラブストーリー。
小学生のころにラーメン屋に置いてあった4コマ漫画に影響を受けて漫画を描き始める。高校時代には美術部に所属。就職活動のときに初めて原稿用紙で漫画作品を制作し、初投稿した作品で『ベツコミ』（小学館）の「担当ゲット賞」を受賞。その後2007年に『デラックスベツコミ』秋の超！特大号に掲載された『恋せよオトメ』で漫画家デビューした。
影響を受けた作品として、漫画では渡瀬悠宇『ふしぎ遊戯』、山崎貴子『っポイ!』、テレビドラマでは『ロングバケーション』を挙げている。
好きなものは、麺類、とんでもなく酸っぱいみかん、お茶系全般。嫌いなものはトマト。趣味は、DVD鑑賞、買い物、惰眠。

## 作品リスト

### 連載
- 無敵カレシ（『ベツコミ』2008年7月号[4] - 2009年9月号）
- 先生だってお年ごろ♥（『ベツコミ』2009年2月号 - 2009年4月号）
- 片恋ドロップス（『ベツコミ』2010年4月号[5] - 2010年6月号）
- 好きになってもいいですか（『ベツコミ』2011年5月号[6] - 2011年7月号）
- 恋々ざかり（『ベツコミ』2012年4月号[7] - 2012年8月号）
- 胸が鳴るのは君のせい（『ベツコミ』2012年11月号[8] - 2014年9月号[9]）
  - 胸が鳴るのは君のせい 番外編（『ベツコミ』2014年12月号[10]、2015年6月号[11]、2021年6月号[12]）
- 明日の3600秒（『ベツコミ』2015年5月号[13] - 2018年10月号） - 途中から不定期連載[14]
- AM8：02、はつこい（『ベツコミ』2019年9月号[15] - 不定期連載中）

### 読み切り
- 恋せよオトメ（『デラックスベツコミ』秋の超！特大号） - デビュー作[1]
- （タイトル不明）（『ベツコミ』2008年2月号[16]）
- （タイトル不明）（『ベツコミ』2008年4月号[17]）
- ポーカーラブ（『デラックスベツコミ』2009年8月号増刊 夏の超!特大号[18]）
- 好きだけじゃからない（『ベツコミ』2009年9月号別冊付録[19]）
- ダーリンアイラブユー（『ベツコミ』2009年11月号）
- 7days（『デラックスベツコミ』2010年2月号増刊 春待ち超!特大号）
- 初恋と茜空（『ベツコミ』2010年9月号[20]）
- 嘘つきクリスマス（『ベツコミ』2010年12月号）
- スイートボーイにご用心（『ベツコミ』2011年1月号）
- 恋する嘘つき（『ベツコミ』2011年9月号）
- 14歳、窓際の君（『ベツコミ』2019年4月号[21]） - 『明日の3600秒』の登場人物の娘の話[21]

## 単行本リスト
全て小学館、フラワーコミックスより刊行されている。特記の無いものは1巻完結。
- 無敵カレシ（2008年10月24日発売[22]）
- 先生だってお年ごろ（2009年6月26日発売[23]）
- 片恋ドロップス（2010年8月26日発売[24]）
- スイートボーイにご用心（2011年3月25日発売[25]）
- 恋々ざかり（2012年11月26日発売[26]）
- 胸が鳴るのは君のせい（2013年[27] - 2015年刊[28]、全5巻＋番外編1巻、新装版2021年刊、全6巻[12]）
- 明日の3600秒（2015年9月[29][30] - 2019年5月刊[31]、全4巻）
- AM8：02、はつこい（2020年12月[32] - 、既刊1巻）